# Jørgen Weel
Jørgen Weel (født 13. august 1922 på Frederiksberg, død 16. juni 1993 i Gentofte) var en dansk lydbogsindlæser og skuespiller. Jørgen Weel var søn af Liva og Arne Weel.
Efter forældrenes skilsmisse, da Jørgen Weel var 3 år, boede han hos sin mor. Som ung prøvede han kræfter med scenen og læste hos Sam Besekow, inden han kom ind på Odense Teaters elevskole i 1942. Han fuldførte ikke uddannelsen her, men fortsatte den fra 1945 på Århus Teaters elevskole, hvor han gennemførte uddannelsen i 1947. Han havde i de følgende år roller på Århus Teater samt i en forestilling på Aalborg Teater sammen med Liva Weel. I starten af 1950'erne flyttede han til København som freelance-skuespiller og spillede på bl.a. Riddersalen, Det Ny Teater og Folketeatret. Han var også i perioder ansat ved forskellige turné-teatre. En enkelt grammofonplade blev det til: Jeg sover på en bænk på Rådhuspladsen, fra Herlev Sommerrevy (1953).Jørgen Weel blev den 6. august 1949 gift på Københavns Rådhus med kontorassistent Grethe Strange Nielsen (f. 06-04-1928), som han havde mødt på Aarhus Teater, hvor hun var skuespillerelev og hvor de begge havde en rolle i "Grevinde Maritza". Hans søn er skuespilleren Henrik Weel.
Ved siden af teatret medvirkede Weel også i flere film, men som regel i mindre roller. Derudover havde han hyppigt opgaver i radio og tv med speakning og eftersynkronisering. De sidste ca. 30 år af sit liv indlæste han lydbøger.

## Filmografi
Blandt Jørgen Weels film kan nævnes:
- I gabestokken (1950)
- Som sendt fra himlen (1951)
- Det gamle guld (1951)
- Vi som går stjernevejen (1956)
- Tag til marked i Fjordby (1957)
- Det støver stadig (1962)
- Sommer i Tyrol (1964)
- Don Olsen kommer til byen (1964)
- Nu stiger den (1966)
- Mig og min lillebror (1967)
- Tænk på et tal (1969)
- Olsen-banden går amok (1973)
- Skytten (1977)
- Try To Remember (1984)
- Dagens Donna (1990)